# HuWiCo
A HuWiCo a Hungarian Wireless Community rövidítése. A HuWiCo társadalmi szervezet, egyesületi formában működik.
A HuWiCo célja a vezetéknélküli hálózatok, technológiák terjesztése és népszerűsítése, valamint egy önkéntesek által létrehozott és fenntartott, a 802.11b technológiára épülő rádiós hálózat kiépítése. Mindezt közösségi, nonprofit alapon, a hatályos törvények és szabályozások betartásával.
Az alábbi linken található az elérhető hostspotok listája. 
huwico.hu
Az egyesület rendszeresen szervez konferenciákat ahol az érdeklődők előadásokon keresztül ismerhetik meg a legújabb technológiákat és trendeket.

## Külső hivatkozások
http://www.huwico.hu